# Alex Gaudino
Alex Gaudino (* 23. Januar 1970 in Salerno; vollständiger Name Alessandro Fortunato Gaudino) ist ein italienischer House-DJ und Produzent.

## Karriere
Ab 1986 legte Gaudino als DJ auf und ab 1990 war er Resident-DJ in größeren Clubs in Süditalien. 1993 ging er nach Mailand und wurde A&R des Erfolgslabels Flying Records, das während seiner Zeit zahlreiche europaweite Clubhits herausbrachte.
Nach fünf Jahren gründete er ein eigenes Label. Bei Rise Records erschienen Hits wie Feel It von The Tamperer und You See The Trouble with Me von Black Legend, beides Nummer-1-Hits in Großbritannien. 2000 erhielt er deshalb auch eine Nominierung als bester A&R bei den European Music Awards.
In den folgenden Jahren weitete er seine Arbeit auf das Produzieren und Remixen aus und arbeitete unter anderem mit Mousse T., Ultra Naté und Crystal Waters zusammen. Mit Letzterer veröffentlichte er 2003 auch seine erste Single mit dem Titel Destination Unknown. Es folgten weitere Veröffentlichungen, die vorwiegend in den Clubcharts erfolgreich waren. Dazu dehnte er seine Tätigkeit als DJ auf ganz Europa aus und trat auch in Nord- und Südamerika auf.
Den ganz großen Hit hatte Alex Gaudino 2007. Er kombinierte den Saxophonpart des Clubhits Calabria des Dänen Rune RK mit dem Gesang von Crystal Waters aus Destination Unknown und machte daraus Destination Calabria. Das Lied stieg europaweit in die Charts ein, erreichte in Großbritannien, Spanien und Frankreich die Top-10 und konnte in Australien sogar Platz 3 sichern.
Im Jahre 2013 meldete sich Gaudino mit einem neuen Album zurück. Es trägt den Titel Doctor Love und enthält nebst einigen Klassikern, wie dem Charterfolg What a Feeling in Zusammenarbeit mit Kelly Rowland, sowie dem Top-10 Hit I'm in Love, auch neue Zusammenarbeiten mit Musikern wie Jason Derulo, Jay Sean oder Taboo. Gleich mit mehreren Singles erreichte er die Charts. Darunter eine Top-50-Platzierungen mit I Don't Wanna Dance (in Zusammenarbeit mit Taboo) und Playing with My Heart (gemeinsam mit Jason Derulo).

## Diskografie
Alben
- 2008: My Destination
- 2013: Doctor Love

Singles
- 2003: Destination Unknown (feat. Crystal Waters)
- 2005: Little Love (als Lil’ Love, mit Jerma und Sharon May Lin)
- 2006: Destination Calabria (feat. Crystal Waters)
- 2007: Que pasa contigo (feat. Sam Obernik)
- 2008: Watch Out (feat. Shena)
- 2008: I Love Rock n Roll
- 2010: I’m in Love (I Wanna Do It)
- 2011: What a Feeling (feat. Kelly Rowland)
- 2012: Chinatown (2012)
- 2012: I Don’t Wanna Dance (feat. Taboo)
- 2013: Playing With My Heart (feat. JRDN)
- 2013: Is This Love (feat. Jordin Sparks)
- 2013: Missing You (feat. Nicole Scherzinger)
- 2014: Believe In Me (mit Provenzano und Max C)
- 2015: I’m Movin

## Auszeichnungen für Musikverkäufe
| Goldene Schallplatte - Belgien - 2007: für die Single Destination Calabria - Dänemark - 2024: für die Single Destination Calabria - Italien - 2023: für die Single Destination Calabria - Russland - 2008: für das Album My Destination | Platin-Schallplatte - Australien - 2008: für die Single Destination Calabria - Spanien - 2008: für die Single Destination Calabria |

Anmerkung: Auszeichnungen in Ländern aus den Charttabellen bzw. Chartboxen sind in ebendiesen zu finden.
| Land/RegionAuszeichnungen für Musikverkäufe (Land/Region, Auszeichnungen, Verkäufe, Quellen) | Silber  | Gold     | Platin     | Verkäufe | Quellen       |
| -------------------------------------------------------------------------------------------- | ------- | -------- | ---------- | -------- | ------------- |
| Australien (ARIA)                                                                            | —       | —        | Platin1    | 70.000   | aria.com.au   |
| Belgien (BRMA)                                                                               | —       | Gold1    | —          | 25.000   | ultratop.be   |
| Dänemark (IFPI)                                                                              | —       | Gold1    | —          | 45.000   | ifpi.dk       |
| Italien (FIMI)                                                                               | —       | Gold1    | —          | 50.000   | fimi.it       |
| Russland (NFPF)                                                                              | —       | Gold1    | —          | 10.000   | 2m-online.ru  |
| Spanien (Promusicae)                                                                         | —       | —        | Platin1    | 20.000   | promusicae.es |
| Vereinigtes Königreich (BPI)                                                                 | Silber1 | —        | —          | 200.000  | bpi.co.uk     |
| Insgesamt                                                                                    | Silber1 | 4× Gold4 | 2× Platin2 |          |               |